# Ozyptila
Ozyptila es un género de arañas cangrejo de la familia Thomisidae.

## Ejemplares del género

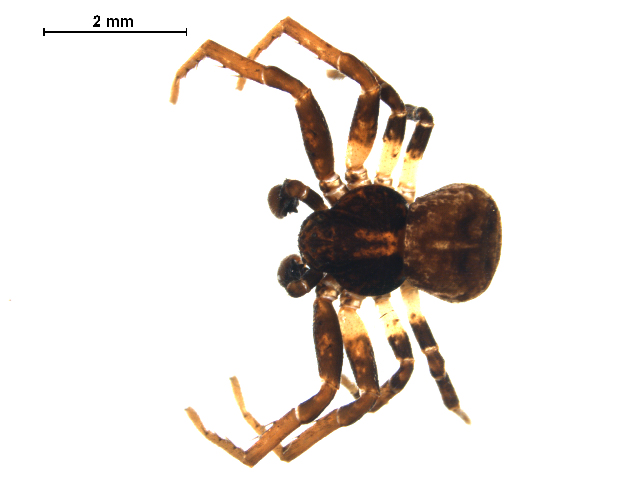
Ozyptila americana
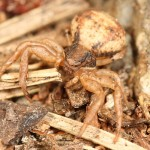
Ozyptila atomaria
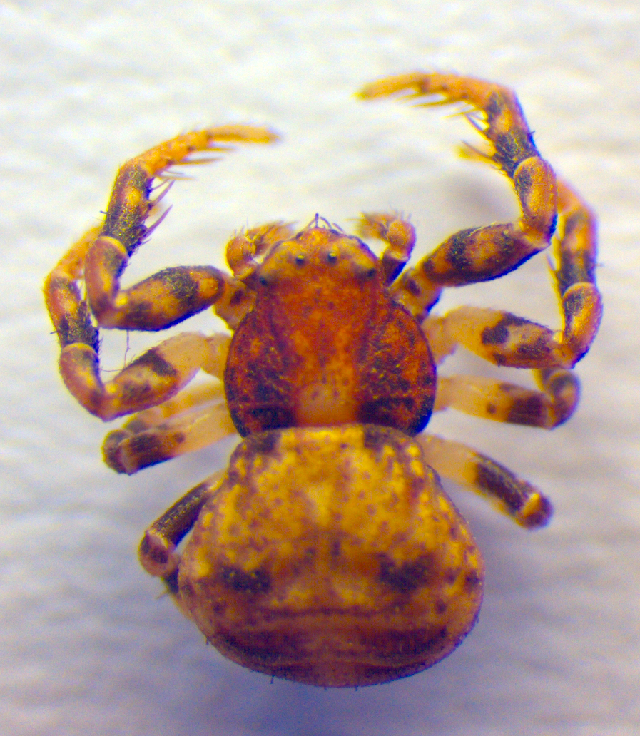
Ozyptila brevipes
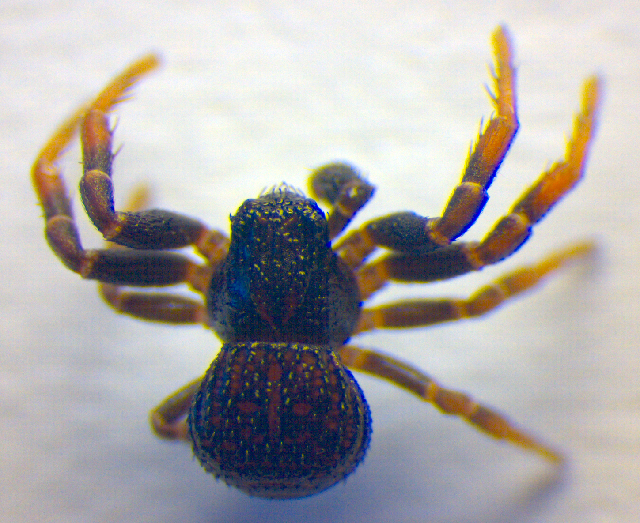
Ozyptila claveata
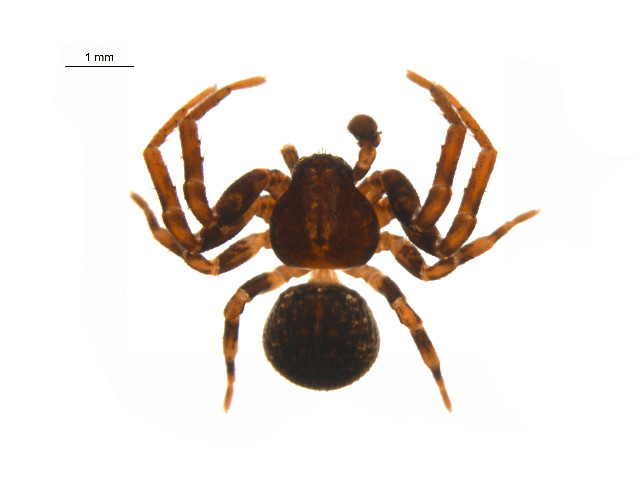
Ozyptila conspurcata
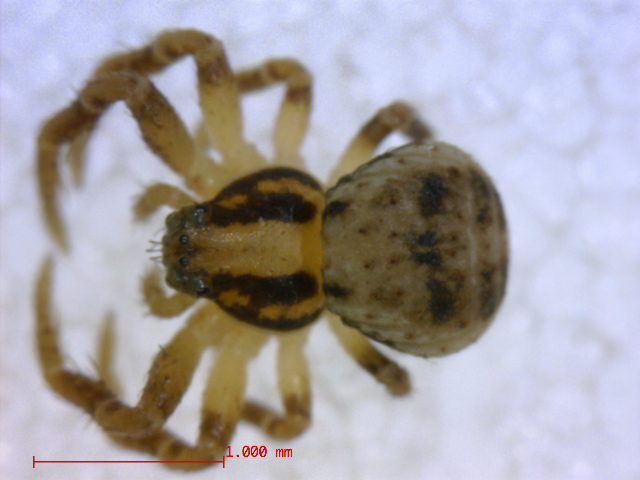
Ozyptila distans
Ozyptila gertschi
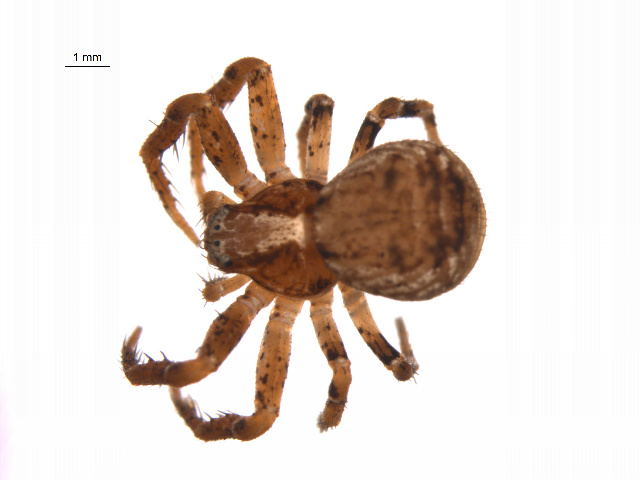
Ozyptila pacifica
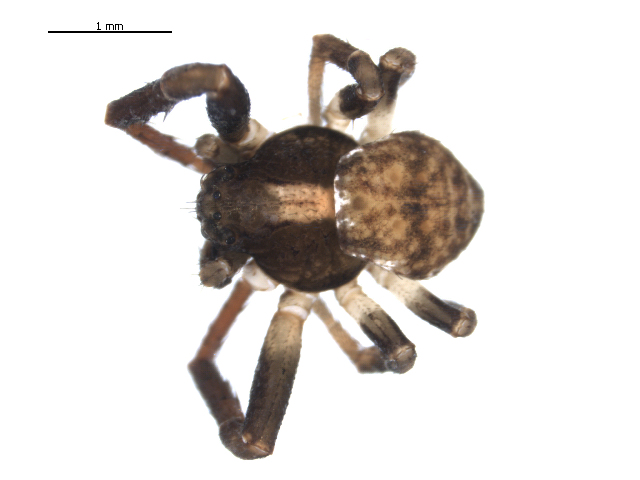
Ozyptila sincera
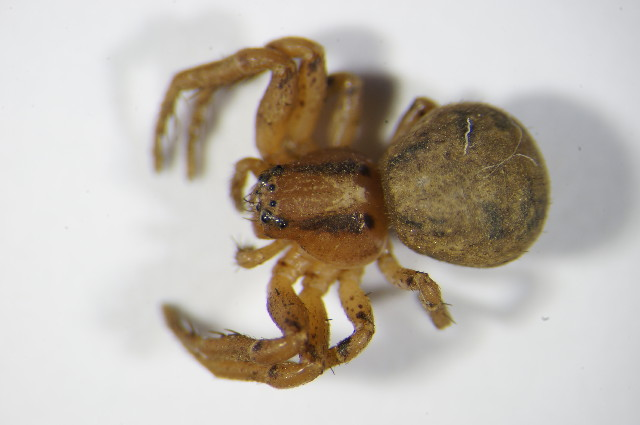
Ozyptila trux

## Especies
- Ozyptila aculeipes Strand, 1906
- Ozyptila aculipalpa Wunderlich, 1995
- Ozyptila americana Banks, 1895
- Ozyptila amkhasensis Tikader, 1980
- Ozyptila ankarensis Karol, 1966
- Ozyptila annulipes (Lucas, 1846)
- Ozyptila arctica Kulczyński, 1908
- Ozyptila aspex Pavesi, 1895
- Ozyptila atlantica Denis, 1963
- Ozyptila atomaria (Panzer, 1801)
- Ozyptila balcanica Deltshev, Blagoev, Komnenov & Lazarov, 2016
- Ozyptila barbara Denis, 1945
- Ozyptila beaufortensis Strand, 1916
- Ozyptila bejarana Urones, 1998
- Ozyptila biprominula Tang & Li, 2010
- Ozyptila brevipes (Hahn, 1826)
- Ozyptila caenosa Jézéquel, 1966
- Ozyptila callitys (Thorell, 1875)
- Ozyptila chandosiensis Tikader, 1980
- Ozyptila claveata (Walckenaer, 1837)
- Ozyptila clavidorsa Roewer, 1959
- Ozyptila clavigera (O. Pickard-Cambridge, 1872)
- Ozyptila confluens (C. L. Koch, 1845)
- Ozyptila conostyla Hippa, Koponen & Oksala, 1986
- Ozyptila conspurcata Thorell, 1877
- Ozyptila creola Gertsch, 1953
- Ozyptila curvata Dondale & Redner, 1975
- Ozyptila dagestana Ponomarev & Dvadnenko, 2011
- Ozyptila danubiana Weiss, 1998
- Ozyptila distans Dondale & Redner, 1975
- Ozyptila elegans (Blackwall, 1870)
- Ozyptila flava Simon, 1875
- Ozyptila formosa Bryant, 1930
- Ozyptila fukushimai Ono, 2002
- Ozyptila furcula L. Koch, 1882
- Ozyptila fusca (Grube, 1861)
- Ozyptila gasanensis Paik, 1985
- Ozyptila georgiana Keyserling, 1880
- Ozyptila gertschi Kurata, 1944
- Ozyptila geumoensis Seo & Sohn, 1997
- Ozyptila grisea Roewer, 1955
- Ozyptila hardyi Gertsch, 1953
- Ozyptila imbrex Tang & Li, 2010
- Ozyptila inaequalis (Kulczyński, 1901)
- Ozyptila inglesi Schick, 1965
- Ozyptila jabalpurensis Bhandari & Gajbe, 2001
- Ozyptila jeholensis Saito, 1936
- Ozyptila judaea Levy, 1975
- Ozyptila kaszabi Marusik & Logunov, 2002
- Ozyptila khasi Tikader, 1961
- Ozyptila ladina Thaler & Zingerle, 1998
- Ozyptila laevis Denis, 1954
- Ozyptila leprieuri Simon, 1875
- Ozyptila lugubris (Kroneberg, 1875)
- Ozyptila lutosa Ono & Martens, 2005
- Ozyptila maculosa Hull, 1948
- Ozyptila makidica Ono & Martens, 2005
- Ozyptila manii Tikader, 1961
- Ozyptila maratha Tikader, 1971
- Ozyptila matsumotoi Ono, 1988
- Ozyptila metschensis Strand, 1906
- Ozyptila mingrelica Mcheidze, 1971
- Ozyptila monroensis Keyserling, 1884
- Ozyptila nigristerna Dalmas, 1922
- Ozyptila nipponica Ono, 1985
- Ozyptila nongae Paik, 1974
- Ozyptila numida (Lucas, 1846)
- Ozyptila omega Levy, 1975
- Ozyptila orientalis Kulczyński, 1926
  - Ozyptila orientalis balkarica Ovtsharenko, 1979
  - Ozyptila orientalis basegica Esyunin, 1992
- Ozyptila pacifica Banks, 1895
- Ozyptila panganica Caporiacco, 1947
- Ozyptila parvimana Simon, 1886
- Ozyptila patellibidens Levy, 1999
- Ozyptila pauxilla (Simon, 1870)
- Ozyptila perplexa Simon, 1875
- Ozyptila praticola (C. L. Koch, 1837)
- Ozyptila pullata (Thorell, 1875)
- Ozyptila rauda Simon, 1875
- Ozyptila reenae Basu, 1964
- Ozyptila rigida (O. Pickard-Cambridge, 1872)
- Ozyptila sakhalinensis Ono, Marusik & Logunov, 1990
- Ozyptila salustri Wunderlich, 2011
- Ozyptila sanctuaria (O. Pickard-Cambridge, 1871)
- Ozyptila scabricula (Westring, 1851)
- Ozyptila secreta Thaler, 1987
- Ozyptila sedotmikha Levy, 2007
- Ozyptila shuangqiaoensis Yin, Peng, Gong & Kim, 1999
- Ozyptila simplex (O. Pickard-Cambridge, 1862)
- Ozyptila sincera Kulczyński, 1926
  - Ozyptila sincera canadensis Dondale & Redner, 1975
  - Ozyptila sincera oraria Dondale & Redner, 1975
- Ozyptila spinosissima Caporiacco, 1934
- Ozyptila spirembola Wunderlich, 1995
- Ozyptila tenerifensis Wunderlich, 1992
- Ozyptila theobaldi Simon, 1885
- Ozyptila tricoloripes Strand, 1913
- Ozyptila trux (Blackwall, 1846)
- Ozyptila umbraculorum Simon, 1932
- Ozyptila utotchkini Marusik, 1990
- Ozyptila varica Simon, 1875
- Ozyptila westringi (Thorell, 1873)
- Ozyptila wuchangensis Tang & Song, 1988
- Ozyptila yosemitica Schick, 1965